# 시조복족아강

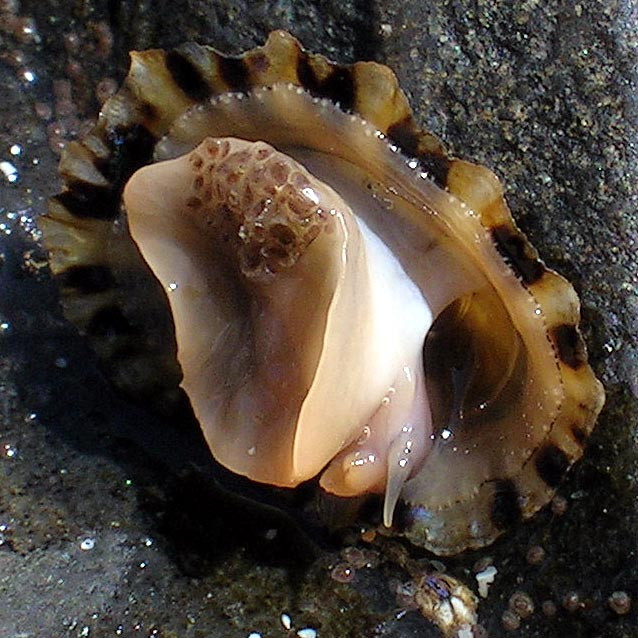

시조복족아강(Eogastropoda)은 이전에 달팽이 또는 복족류의 분류로 사용되었던 연체동물 아강이다. 1997년 폰더(Winston Ponder)와 린드버그(David R. Lindberg)가 분류명으로 사용했다. 복족강의 큰 2개 아강 중 하나이다. 복족강의 나머지 아강은 직복족아강(Orthogastropoda)이었다.
시조복족아강은 2개의 아강 중 더 원시적인 형태로 더 오래전에 계통 분리된 복족류를 대표한다. 이 아강은 삿갓조개류 모두를 포함하고 있다.

## 하위 목
시조복족아강에 포함되는 목은 아래와 같다.
- 삿갓조개목 (Patellogastropoda)
- † Euomphalina
- 네옴팔루스목 (Neomphalida)